# Frédéric Schiffter
Frédéric Schiffter, nascut el 1956 a Burkina Faso, és un filòsof i escriptor francès.

## Biografia
Frédéric Schiffter va néixer l'any 1956 a l'Alt Volta, actual Burkina Faso. Va tornar a França en morir el seu pare quan tenia deu anys. Ha imparti classes de filosofia a diversos instituts d'Iparralde, el País Basc francès.

## Pensament
Dins de l'escola dels pensadors escèptics i pessimistes, en particular Montaigne i Arthur Schopenhauer, Frédéric Schiffter considera que el pensament filosòfic no ha de pretendre oferir a les persones cap visió del món, ni fer-les creure en una vida feliç, en una realització d'un mateix, en un fet espiritual, o ens sentiments virtuosos. Per contra, i encara que suposi desmoralitzar-les, la funció de la filosofia és dilucidar certs aspectes de la seva condició tràgica.
La seva reflexió, essencialment crítica, s'ha desenvolupat fins ara en tres conceptes clau: el “chichi”, el “blabla“ i el “gnangnan”:
- El “chichi” (una noció manllevada de Clément Rosset[5] a la seva obra Le Réel et son double)[6] designa l'actitud consistent a no percebre la realitat o a desacreditar-la pel fet mateix de la seva crueltat, és a dir, per la seva essència tràgica. Tant entre filòsofs com entre els no filòsofs, el “chichi” s'expressa com el rebuig a l'atzar, al temps, a les passions devastadores i a la mort.
- El “blabla” defineix qualsevol tipus de discurs utilitzat per edulcorar el que és real i, per tant, per fer creure en la realitat de l'Irreal. Per exemple, per negar el caos, el dolor i la violència de l'existència, molts “blabla” filosòfics o ètics utilitzen paraules vagues però seductores tal com “món”, “natural”, “felicitat”, “humanitat” o “justícia”, que esdevenen objectes de creences o d'esperança. El “blabla” és la formulació doctrinal o teòrica del “chichi”.
- El “gnangnan” qualifica una forma d'altruisme el ressort del qual és la indignació barrejada amb el sentimentalisme o sensibleria contra una forma de tragèdia que colpeja les multituds humanes i que és rebatejada com a “El Mal” (terrorisme, desastre natural, guerra civil, epidèmia, etc.). El “gnangnan” dona lloc a molts “blabla” morals, entre els quals “blabla” polítics, religiosos, mediàtics, cosa que permet que els individus habitualment orientats cap a l'hedonisme egoista i consumista se sentin bé, justos i indispensables, al costat de “El Bé”.

A causa de la seva crítica a les il·lusions i creences, Frédéric Schiffter dubta de l'impacte del seu pensament desmitificador:
Per molt que sigui concebible que [els humans] renuncien a una creença particular […], també és il·lusori inferir que ja no voldran creure. Perquè els humans acabessin amb el desig de creure, haurien de no tenir més ganes de témer i d'esperar […] ; n'hi ha prou de dir que ja no tenien la espantosa seguretat de morir. (Le Bluff éthique, 2008)

## Obra
- Métaphysique du frimeur. Lettre sur l'élégance. Éditions Milan, 2003, p. 59 (Pause Philo). élé. ISBN 978-2-908960-10-5.
- Guy Debord, l'Atrabilaire. Distance, Biarritz, 1999. élé1.
- Sur le blabla et le chichi des philosophes, PUF, coll. « Perspectives critiques », 2001 ISBN 9782130521471
- Pensées d’un philosophe sous Prozac, Milan, 2002
- Le Plafond de Montaigne, Milan, coll. « Pause philo », 2004
- Contre Debord, PUF, coll. « Perspectives critiques », 2004
- Petite Philosophie du surf, Milan, 2005 (réédition Éditions Atlantica : 2014)
- Le Philosophe sans qualités, Flammarion, 2006
- Traité du cafard, Finitude, 2007[8]
- Le Bluff éthique, Flammarion, 2008
- Délectations moroses, Le Dilettante, 2009
- Philosophie sentimentale, Flammarion, 2010 — Prix Décembre 2010[9]
- La Beauté, une éducation esthétique, Autrement, 2012
- Le Charme des penseurs tristes, Flammarion, 2013 ISBN 9782081310414
- Dictionnaire chic de philosophie, Écriture, 2014
- On ne meurt pas de chagrin, Flammarion, 2016 ISBN 9782081333024 — Prix Rive Gauche
- Journées perdues (en francès). Éditions Séguier, 2017, p. 200 (L'indéfinie). ISBN 978-2-84049-741-7.
- Le Voluptueux inquiet, réponse à Épicure, Louise Bottu, 2019 ISBN 9791092723342
- Lassitudes, Louise Bottu, 2021 ISBN 9791092723557

## Prefacis
- d'Aurevilly, Barbey. Du dandysme et de George Brummell (en francès). Payot & Rivages, 1997, p. 154 (La Petite Bibliothèque). ISBN 978-2-7436-0277-2.
- Claude Nori. Contrejour (en francès). Contrejour, 2011, p. 80 (Cahier d'images). ISBN 979-10-90294-00-4.
- L'Ecclésiaste, Louise Bottu, 2020 ISBN 9791092723441